# Message Signaled Interrupts
Message Signaled Interrupts, nello standard PCI 2.2 e nel successivo PCI Express, è una forma alternativa di interrupt dal tradizionale sistema a segnali; invece che scatenare una data richiesta di interrupt tramite un segnale trasmesso su di un pin, viene scritto un messaggio in un settore di memoria di sistema. Ogni dispositivo può avere da 1 a 32 locazioni di memoria univoche (in MSI, fino a 2048 con il nuovo standard MSI-X) o nel quale scrivere eventi MSI. Un vantaggio del sistema MSI è che i dati possono essere inviati assieme all'evento MSI, permettendo applicazioni avanzate.

## Riferimenti
- Lo standard PCI 2.2, sezione 6.8